# Gunnar Lundh (konstnär)
Karl Gunnar Emanuel Lundh, född den 27 juni 1882 på Kappsta slott, Lids socken, Södermanland, död den 4 maj 1950 i Stockholm, var en svensk konstnär.
Han var son till godsägaren Per Fredrik August Lundh och Hilma Maria Levin. Efter avslutade läroverksstudier i Stockholm studerade Lundh vid Tekniska skolan i Stockholm 1898–1900 och var därefter anställd som medhjälpare till Carl Grabow. Han fortsatte sina konststudier vid Konstnärsförbundets skola i Stockholm 1905–1908 och för Henri Matisse i Paris 1908–1909. Lundh var mycket sparsam med sina framträdanden men ställde tillsammans med Leander Engström och Hadar Jönzén ut i Sundsvall 1908. Han tillhörde kretsen av 1909 års män och medverkade i De Ungas utställningar på Hallins konsthandel 1909 och 1911. Hans konst består av porträtt och landskapsmålningar från Norrland och Stockholms skärgård, ofta i vinterskrud. Lundh är begravd på Norra begravningsplatsen utanför Stockholm.